# Roberto Cereceda
Roberto Andrés Cereceda Guajardo (ur. 10 października 1984 w Santiago) – chilijski piłkarz występujący najczęściej na pozycji defensywnego pomocnika lub obrońcy. Od 2007 roku zawodnik CSD Colo-Colo, grającego w Primera División de Chile.
W sierpniu 2010 roku w jego organizmie wykryto kokainę, za co został zdyskwalifikowany na pół roku.

## Kariera klubowa
Cereceda w młodości występował w juniorskich drużynach CSD Colo-Colo, jednak niebawem przeniósł się do innego zespołu z Santiago, Audax Italiano. W klubie tym grał przez 5 lat, podczas których wystąpił 93 razy w lidze chilijskiej. Strzelił bramkę peruwiańskiej Alianzie w fazie grupowej Copa Libertadores 2007. Dobre występy Cerecedy, zarówno w lidze, jak i podczas turniejów międzypaństwowych zaowocowały powrotem do CSD Colo-Colo. Miał on tam zastąpić niedawno sprzedanych José Luisa Jereza oraz Arturo Vidala. Z CSD Colo-Colo Cereceda wywalczył 3 tytuły mistrza Chile (Clausura 2007, Clausura 2008, Clausura 2009). Brał też udział w imprezach takich jak Copa Sudamericana czy Copa Libertadores.

### Statystyki klubowe
| Klub           | Sezon | Kraj  | Rozgrywki                 | Mecze | Gole |
| -------------- | ----- | ----- | ------------------------- | ----- | ---- |
| CSD Colo-Colo  | 2010  | Chile | Primera División de Chile | 0     | 0    |
| CSD Colo-Colo  | 2009  | Chile | Primera División de Chile | 25    | 0    |
| CSD Colo-Colo  | 2008  | Chile | Primera División de Chile | 23    | 0    |
| CSD Colo-Colo  | 2007  | Chile | Primera División de Chile | 13    | 2    |
| Audax Italiano | 2007  | Chile | Primera División de Chile | 15    | 1    |
| Audax Italiano | 2006  | Chile | Primera División de Chile | 34    | 5    |
| Audax Italiano | 2005  | Chile | Primera División de Chile | 26    | 0    |
| Audax Italiano | 2004  | Chile | Primera División de Chile | 6     | 0    |
| Audax Italiano | 2003  | Chile | Primera División de Chile | 12    | 0    |

Ostatnia aktualizacja: 1 stycznia 2010.

## Kariera reprezentacyjna
Cereceda po raz pierwszy do seniorskiej reprezentacji Chile powoływany był przez Nelsona Acostę. W maju 2008 pojechał na zgrupowanie kadry U-23 do Malezji. Tam został zauważony przez nowego selekcjonera, Marcelo Bielsę, który ku powszechnemu zaskoczeniu powołał go na spotkania kwalifikacyjne do MŚ 2010 przeciwko Boliwii oraz Wenezueli. W obydwóch meczach Cereceda wystąpił na pozycji obrońcy. Ogółem w eliminacjach wystąpił 10 razy i obejrzał 3 żółte kartki. Został też powołany do szerokiej kadry na Mundial 2010.

### Statystyki reprezentacyjne
| Reprezentacja | Rok  | Mecze | Gole |
| ------------- | ---- | ----- | ---- |
| Chile         | 2010 | 4     | 0    |
| Chile         | 2009 | 10    | 0    |
| Chile         | 2008 | 11    | 0    |
| Chile         | 2007 | 2     | 0    |
| Chile         | 2006 | 1     | 0    |

Ostatnia aktualizacja: 31 maja 2010.